# Districte del Salween
El districte del Salween (Birmà Thanlwin) fou una divisió administrativa de Birmània a la part nord de la divisió de Tenasserim a la Baixa Birmània (avui a l'estat Karen o Kayin) amb una superfície de 6.905 km² incloent la totalitat del territori entre el riu Salween a l'est i les muntanyes Paunglaung (entre el Sittang i el Yunzalin i Bilin) a l'oest.

## Geografia
Just al nord hi havia els estats Karenni (avui estat Kayah), a l'oest el districte de Taungoo o Toungoo, al sud i sud i sud-est el districte de Thaton o Tha-ton (avui a l'estat Mon), i a l'est, més enllà del Salween, territori de Siam (Tailàndia). El territori tenia una llargada d'uns 200 km i una amplada mitjana de 60 km. Les muntanyes arriben als 1500 metres. La zona més pintoresca és la vall del Yunzalin. El districte rebé el nom del riu Salween, del qual el Yunzalin és un afluent; el Yunzalin dividia el districte en dues parts, a l'est i a l'oest. La capital del districte era Papun (Hparpun, Hpapun); el riu Salween formava el límit oriental del districte i incloïa la zona de Hatgyi (Els Grans Ràpids) una sèrie de formidables cascades prop de les quals el riu rebia el Thaungyin, procedent del districte de Tahton. El territori és essencialment muntanyós i creuat de nord a sud per una serralada.

## Població
La població el 1872 era de 26.117 habitants, el 1881 de 30.009, el 1891 de 31.439 i el 1901 de 37.837, distribuïts en 246 pobles. El 62% de la població era animista i el 37% budistes (i havia 174 cristians). L'ètnia majoritària eren els karens (33.400) i la llengua principal era el karen; i havia prop de 3000 xans, i un miler de birmans, i unes desenes de taungthus i mons o talaings. El 86% de la població vivia de l'agricultura.

## Administració
El districte estava dividit en sis cercles o thugyis (Pa-pun, Kaw-lu-do, Kaw-ka-rit, Ka-daing-ti, Me-waing i Win-pyaing. Els pobles tenien caps anomenats kyedangyis sense poders judicials.

## Història
Segons la tradició la part oriental del districte fou habitada pels yun xans (lao) que haurien donat el seu nom al riu Yunzalin. Molts yuns haurien estat deportats per Alompra (1752-1760) al seu retorn d'una expedició a Siam, i establerts a la rodalia de Syriam. Llavors el país fou ocupat pels karens, durant uns anys, fins que foren sotmesos pel sobirà siamès de Chieng Mai (Chiang Mai, Chiengmai), que en aquest moment era independent de Siam. Hi ha nombroses fortificacions que es conserven) que segons la tradició haurien estat construïdes pels xans però més probablement durant el domini de Chieng Mai.
El territori fou cedit als britànics després de la segona Guerra Anglo-birmana que va durar del 5 d'abril de 1852 al 20 de gener de 1853 i fou inclòs al districte de Shwegyin com a subdivisió de Yunzalin (Rwonzaleng), però durant uns anys no va quedar organitzat. Un cap karen que s'anomenava Miniaung (La reencarnació del príncep) va reunir molts seguidors karens i xans i va dominar el districte, fins que foren expulsats per una força britànica militar i policial, ajudats per karens amics, i van haver de fugir cap a Chiengmai. Els disturbis es van reprendre el 1867 quan un cap anomenat Di Pa va atacar i saquejar diversos pobles i va amenaçar Papun; les activitats dels que els britànics anomenaven dacoits (bandits) van durar algun temps i per una millor administració es va formar el districte de Salween separat de Shwegyin el 1872, quedant sota govern d'un oficial dependent del comissionat de Tenasserim. Papun fou declarada la capital i el districte va tenir el nom inicialment de Salween Hill Tracts però vers 1890 va agafar el nom de districte del Salween.
Modernament la capital fou traslladada a Hpa-an (Pa-an) i el districte va agafar aquest nom. Vegeu Districte de Hpa-an. El districte és el centre de la resistència de les minories de Myanmar encapçalats pels karens que bona part de la segona meitat del segle XX el van dominar quasi totalment formant part de la seva república de Kawthoolei (Terra sense Maldat).